# Puščava
Puščáva je površinska oblika ali pokrajina, ki prejme zelo malo padavin, torej izjemno suho območje z redkimi oblikami življenja. V drugih pogledih so to raznolika območja, zato enotna definicija puščave ne obstaja, njihova osnovna značilnost pa je, da se voda hitreje nabira z evapotranspiracijo kot prihaja s padavinami. Puščave prejmejo manj kot 250 mm padavin letno, posledično je pokrovnost rastlin majhna in vodotoki presahnejo, če nimajo vira vode izven puščavskega območja.
Razen oaz in območij tradicionalnih trgovskih poti, so puščave območja anekumene (neposeljenega sveta). Najbolj prostrane so Sahara, Velika arabska puščava, Thar, Kizilkum, Karakum, Takla Makan, Gobi, Namib, Kalahari in Atakama. Puščave prekrivajo približno tretjino kopnega na Zemlji.

## Osnovne značilnosti
Puščava je območje ekstremov: ekstremnih temperatur in ekstremnih pogojev vlažnosti, nenadnih poplav in hladnih noči. Ker je to okolje s tako ostrimi pogoji, puščave sveta mnogokrat nosijo imena v stilu »Dolina smrti«, »Prazna četrt« (Rub al-Hali) in »kraj brez vrnitve«.

### Suša
Puščave so navadno izredno suhe. Najbolj vlažna območja, ki po definiciji še sodijo med (semiaridne) puščave, dobijo 500 milimetrov padavin na leto. V suhih (aridnih) puščavah v letu dni pade največ 250 milimetrov dežja.
V zemeljskih okoljih so padavine navadno bolj ali manj razporejene skozi celo leto. V nasprotju s tem se v puščavah pojavljajo obdobja deževij nekajkrat na leto, z velikimi časovnimi intervali. Ko do teh pride, je naliv močan, po njem pa puščava vzcveti.

### Dnevna vročina in nočni mraz
Ozračje mnogih puščav čez dan dosega temperature 50 °C in več. Kljub temu se v istih puščavah temperatura zraka v nočnih urah spusti v bližino ledišča. Vzrok za to je, da so preostali biomi izolirani z vlago v ozračju, puščava pa te vlage nima. Tako npr. vlaga v zmernem listopadnem gozdu čez dan lahko znaša 80 odstotkov ali več. Ta voda čez dan absorbira sončno svetlobo in njeno energijo, ponoči pa učinkuje kot odeja, ki zadržuje toploto v gozdu. Ker imajo puščave 10- ali 20-odstotno zračno vlago in ker ni vegetacije za zadrževanje, se po sončnem zahodu hitro ohladijo, obratno pa po sončnem vzhodu.

## Nastanek
Puščave povzroča kombinacija podnebnih pogojev in geoloških značilnosti.
Največ puščav je nastalo zaradi primernega premikanja zračnih mas po planetu. Ko se Zemlja vrti okrog svoje vrtilne osi, ustvarja velikansko vrtinčenje v ozračju. Vroč zrak z ekvatorja se pretaka na sever in jug, kjer se na območju visokega tlaka spušča v nižje plasti. Dlje proti severu in jugu sledi drugo območje nizkega pritiska in posledičnega dviganja zraka, zatem pa zopet območje visokega pritiska in spuščanja zraka. Ko se zrak dviga, se ohlaja in izloča vlago, pri spuščanju pa dobiva večjo kapaciteto vlage, zaradi česar postaja manj vlažen in izsušuje zemljo.
Premikanje vročih zračnih mas na območjih visokega pritiska povratnikov (Rakov povratnik na 23°27' s.g.š. in Kozorogov povratnik na 23°27' j.g.š.) je povzročilo nastanek večine svetovnih puščav: Gobi, severnoameriške puščave, Sahara, Velike arabske puščave in Iranska puščava ob Rakovem povratniku in Patagonija, Kalahari, Viktorijina puščava ter druge velike peščene puščave Avstralije ob Kozorogovem povratniku.
Nekatere druge puščave so posledica suhih zračnih tokov, ki nastajajo nad določenimi hladnimi morskimi tokovi. V to skupino sodijo Kalifornijska puščava, Atakama in Namib.
Velike gorske pregrade vplivajo na suhost območja tako, da preprečujejo dotok vlage. Regije na vzhodu gorskih verig ne dobijo zadostnih količine vlage iz prihajajočih zračnih mas, saj se ta izgubi med vzpenjanjem in ohlajanjem zraka. Ko ta s spuščanjem in ogrevanjem dobiva večjo kapaciteto vlage, še dodatno izsušuje tla pod seboj. Lep primer so velika sušna območja ob vzhodnih vznožjih severnoameriške gorske verige Sierra Nevada.
V primeru, da je določeno območje pomaknjeno daleč v notranjost celine, zračni tok ni zmožen prenesti velikih količin vode, saj se slednja izgubi na dolgi poti od zalog voda (morje) do predela. Na tak način sta za primer nastali puščavi Gobi in Turkestan.

### Procesi preperevanja
Puščave imajo običajno velik dnevni in sezonski temperaturni razpon, pri čemer visoke dnevne temperature ponoči močno padejo. Dnevno območje je lahko od 20 do 30 °C, površina kamnin pa doživlja še večje temperaturne razlike. Čez dan je nebo običajno jasno in večina sončnega sevanja doseže tla, a takoj, ko sonce zaide, se puščava hitro ohladi, tako da seva toploto v vesolje. V vročih puščavah lahko temperatura podnevi poleti preseže 45 °C, pozimi pa ponoči pade pod ledišče.
Tako velike temperaturne razlike imajo uničujoč učinek na izpostavljene skalnate površine. Ponavljajoča nihanja obremenjujejo izpostavljeno skalo in boki gora se pokajo in razbijejo. Razdrobljene plasti zdrsnejo navzdol v doline, kjer se zaradi neusmiljenega sonca podnevi še naprej razbijajo, ponoči pa hladijo. Zaporedne plasti so izpostavljene nadaljnjemu preperevanju. Razbremenitev notranjega tlaka, ki se je nabrala v kamninah, ki so bile eone pod zemljo, lahko povzroči njihovo razbitje. Luščenje se pojavi tudi, ko se zunanje površine kamnin odcepijo v ploščate kosmiče. Domneva se, da je to posledica obremenitev kamnine zaradi ponavljajočih se toplotnih raztezkov in krčenja, ki povzročajo lomljenje vzporedno s prvotno površino.[30] Kemični procesi preperevanja imajo verjetno pomembnejšo vlogo v puščavah, kot se je prej mislilo. Potrebna vlaga je lahko prisotna v obliki rose ali meglice. Podzemna voda se lahko z izhlapevanjem potegne na površje in tvorba kristalov soli lahko odstrani delce kamnin kot pesek ali razpade kamnine z luščenjem. Na ta način včasih nastanejo plitke jame ob vznožju pečin.
Ko puščavske gore propadajo, se pojavijo velika območja razbitih kamnin in ruševin. Postopek se nadaljuje in končni produkti so bodisi prah ali pesek. Prah nastane iz strjene gline ali vulkanskih usedlin, medtem ko pesek nastane zaradi drobljenja trših granitov, apnenca in peščenjaka. Obstaja določena kritična velikost (približno 0,5 mm), pod katero ne pride do nadaljnjega temperaturno povzročenega preperevanja kamnin, kar zagotavlja minimalno velikost zrn peska.
Ko se gore erodirajo, nastaja vedno več peska. Pri velikih hitrostih vetra se zrnca peska poberejo s površine in odpihnejo, proces, znan kot solacija. Vrteča se zrna v zraku delujejo kot peskalni mehanizem, ki melje trdne predmete na svoji poti, ko se kinetična energija vetra prenaša na tla. Pesek se sčasoma odloži na ravnih območjih, znanih kot peščena polja ali peščeno morje, ali nakopičen v sipinah.

### Prašne in peščene nevihte
Peščene in prašne nevihte so naravni dogodki, ki se pojavljajo na sušnih območjih, kjer zemljišče ni zaščiteno z vegetacijo. Prašne nevihte se običajno začnejo na obrobju puščave in ne v puščavah samih, kjer so drobnejši materiali že odpihnjeni. Ko začne pihati enakomeren veter, začnejo drobni delci, ki ležijo na izpostavljenih tleh, vibrirati. Pri večjih hitrostih vetra se nekateri delci dvignejo v zračni tok. Ko pristanejo, udarijo v druge delce, ki se lahko vrnejo v zrak, kar sproži verižno reakcijo. Ko so izvrženi, se ti delci premikajo na enega od treh možnih načinov, odvisno od njihove velikosti, oblike in gostote; suspenzija, saltacija ali skakanje. Suspenzija je možna samo za delce s premerom manj kot 0,1 mm. V prašni nevihti se ti drobni delci dvignejo do višine do 6 km. Zmanjšajo vidljivost in lahko ostanejo v ozračju več dni zapored, prenašajo jih pasati na razdalje do 6000 km. Pri močnejšem vetru lahko nastanejo gostejši oblaki prahu, ki se premikajo po kopnem z dvigajočim se sprednjim robom. Sončna svetloba se lahko zakrije in na tleh lahko postane temno kot ponoči. V študiji prašne nevihte na Kitajskem leta 2001 je bilo ocenjeno, da je vpletenih 6,5 milijona ton prahu, ki je pokrival površino 134.000.000 km². Povprečna velikost delcev je bila 1,44 μm. V mirnih razmerah se lahko pojavi precej manjši in kratkotrajen pojav, ko se vroč zrak blizu tal hitro dvigne skozi majhen žep hladnejšega zraka z nizkim tlakom nad njim in tvori vrtinčen stolpec delcev, prašni hudič.
Peščene nevihte se pojavljajo veliko manj pogosto kot prašne nevihte. Pogosto so pred njimi hude prašne nevihte in se pojavijo, ko se hitrost vetra poveča do točke, ko lahko dvigne težje delce. Ta zrna peska s premerom do približno 0,5 mm se dvignejo v zrak, a kmalu padejo nazaj na zemljo in pri tem izvržejo druge delce. Njihova teža jim preprečuje, da bi bili dolgo v zraku in večina jih prepotuje le nekaj metrov. Pesek teče nad površino tal kot tekočina in se pogosto dvigne do višine približno 30 cm. Pri res močnem enakomernem udarcu je 2 m približno tako visoko, kot se lahko dvigne tok peska, saj največja zrna peska sploh ne pridejo v zrak. Prenašajo se s plazenjem, valjanjem po tleh puščave ali s kratkimi skoki.
Med peščeno nevihto se delci peska, ki jih nanese veter, električno nabijejo. Takšna električna polja, katerih velikost je do 80 kV/m, lahko povzročijo iskre in motnje v telekomunikacijski opremi. Neprijetni so tudi za človeka in lahko povzročijo glavobole in slabost. Električna polja nastanejo zaradi trka med delci v zraku in zaradi udarcev solnih zrn peska, ki pristanejo na tleh. Mehanizem je malo razumljen, vendar imajo delci običajno negativen naboj, ko je njihov premer manjši od 250 μm, in pozitiven, ko je večji od 500 μm.

## Delitev
Puščave obsegajo približno eno tretjino kopne površine na Zemlji.
Delovanje vetra (eolsko delovanje) je največji faktor pri oblikovanju puščavske pokrajine. Polarne puščave (ki so »hladne puščave«) imajo podobne lastnosti, čeprav je tam glavna padavina sneg in ne dež. Antarktika je največja hladna puščava na svetu (ki se 98% sestoji iz debele kontinentalne ledene plošče in 2% kamnine).
| Rang | Puščava                                  | Površina (km²) |
| ---- | ---------------------------------------- | -------------- |
| 1    | Antarktična puščava (Antarktika)         | 14,200,000     |
| 2    | Arktična puščava (Arktika)               | 13,900,000     |
| 3    | Saharska puščava (Afrika)                | 9,100,000      |
| 4    | Velika arabska puščava (Bližnji Vzhod)   | 2,600,000      |
| 5    | Puščava Gobi (Azija)                     | 1,300,000      |
| 6    | Patagonska puščava (Južna Amerika)       | 670,000        |
| 7    | Velika Viktorijina puščava (Avstralija)  | 647,000        |
| 8    | Puščava Kalahari (Afrika)                | 570,000        |
| 9    | Puščava Velike kotline (Severna Amerika) | 490,000        |
| 10   | Sirska puščava (Bližnji Vzhod)           | 490,000        |

### Vroče puščave
Vroče puščave imajo navadno izredno vroče poletje in tople preostale letne čase. Največ dežja pade v zimi. Temperature se čez dan bliskovito dvignejo, ta puščavska površja pa prejmejo približno dvakrat toliko sončnega sevanja in v nočeh izgubijo približno dvakrat toliko toplotne energije kot zmerne zemeljske regije. Povprečne temperature vročih puščav nihajo med 20 in 25 °C, maksimalni ekstremi segajo nad 50 stopinj, minimalni pa do okoli -20 stopinj.
Količina letnega dežja je sila majhna, tako da je količina izhlapele vode mnogokrat večja od količine padle vode. Padavine se pojavljajo v obliki intenzivnih in hitrih nalivov, često pa se dogaja, da dež zaradi sprotnega izhlapevanja ne doseže tal.
Najmanj padavin ima po statistikah z 1,5 cm letno južnoameriška puščava Atakama, približno na istem pa so notranja področja Sahare.
Prst vroče puščave je močno peščena in plitva (površna) ter razpokana, nima podpovršinskega sloja vode.
Večje vroče puščave:
- Sahara (severna Afrika) – 9.200.000 km²
- Velika arabska puščava (Arabski polotok) – 2.300.000 km²
- Avstralska puščava (Avstralija) – 2.300.000 km²
- Severnoameriške puščave (Sonoran, Chihuahuan, Mojave) – 1.400.000 km²
- Kalahari (južna Afrika) – 520.000 km²

### Hladne puščave
Osnovna značilnost takšnih puščav je hladno podnebje s snežnimi padavinami, čeprav majhnimi. Večina teh pade pozimi. Slednje so nekoliko bolj vlažne in dolge. Zimske temperature so -2 do 4 °C, povprečne poletne 21 do 26 °C.
Pozimi v hladnih puščavah zapade navadno od 15 do 26 centimetrov snega, ob čemer je minimum 9 cm in maksimum 46 cm. Največ padavin je aprila in maja.
Prst hladnih puščav je težka, zbita in muljasta ter slana.
Hladne puščave:
- Takla Makan (Srednja Azija) – 1.600.000 km²
- Gobi (Srednja Azija) – 1.200.000 km²
- Turkestan (Bližnji vzhod) – 559.000 km²
- Puščava Velike kotline (Severna Amerika) – 411.000 km²
- Iranska puščava (Bližnji vzhod) – 390.000 km²
- Atakama (Južna Amerika) – 140.000 km²

### Polsuhe (semiaridne) puščave
V skupino polsuhih puščav sodijo območja, ki so nekoliko bolj vlažna od suhih puščav – dobijo 250 – 500 milimetrov padavin na leto. Poletja so dolga in vroča, zime pa z za spoznanje večjo količino padavin kratke in zmerne. Povprečne letne temperature nihajo med 21 in 27 °C, zelo težko pa se dvignejo nad ekstrem 38 °C. Zvečer se spustijo do 10 °C.
Hladne noči pripomorejo k boljšim življenjskim pogojem za rastline in živali, prav tako je v polsuhih puščavah za življenje pomembna rosa. Padavine so sicer prav tako časovno skoncentrirane.
Tla lahko prekriva prst, prst s peskom ali kamenjem, prod ali tudi pesek sam. V vsakem primeru je površina tal izsušena, podpovršinskih vodnih zalog pa ni.
Polsuhe puščave:
- severnoameriške puščave (Velika kotlina, Utah, Montana)
- podarktični obroč (Severna Amerika, Nova Fundlandija, Grenlandija, Rusija, Evropa in Severna Azija)

### Priobalne puščave
Priobalna puščava je tip puščave, ki nastane pod vplivom hladnih morskih tokov in kompenzacijskega dviganja hladne vode z globin, ki nadomešča površinsko vodo, ki jo vstran od obale odrivajo pasatni vetrovi. Nastane lahko v tropskem in subtropskem pasu. Zaradi narivanja toplih pasatnih zračnih gmot nad morsko gladino nastane temperaturna inverzija, ki preprečuje konvekcijo in s tem nastajanje padavin. Ker pa je morski zrak zelo vlažen, se v tanki plasti na spodnji strani inverzije pojavi gosta megla. V ozkem pasu tik ob obali je zato priobalna puščava obenem tudi meglena puščava. Povprečne letne temperature so 13 – 24 °C, zimske pod 5 °C.
Količina padavin je v povprečju nekoliko višja od količine padavin v za primer vročih suhih puščavah.
Priobalne puščave:
- Atakama (južna Amerika) – 140.000 km²
- Namib (južna Afrika) – 135.000 km²

## Rastlinski svet
Puščave so navkljub vsemu dom mnogim živim bitjem. Pravzaprav so puščave na drugem mestu za tropskimi deževnimi gozdovi glede na raznolikost rastlin in živali v svojem svetu.
Za živa bitja so življenjsko pomembne prilagoditve, ki so jih razvila v teh pogojih. Rastline se v suhih razmerah puščave zanašajo predvsem na dve glavni prilagoditvi: zmožnost zbiranja in skladiščenja vode ter lastnosti, ki zmanjšujejo porabo vode.
Nekatere rastline teh območij so enodnevnice – živijo največ nekaj dni. Njihovo seme speče leži v puščavskem pesku in vzklije, ko obilne padavine zalijejo tla. To včasih traja mnogo let. Rastline, katerih življenje je daljše, imajo navadno dolge korenine, usmerjene bodisi v globino, s čimer skušajo črpati vlago iz virov globoko pod površino, bodisi tik pod površjem in razvejane, s čimer lahko na hitro zberejo zadostne količine vlage ob rosi ali nalivu. Listi, ki imajo navadno sila zmanjšano površino – mnogokrat so v obliki iglic, trnjev – izgubljajo manj vlage od velikih listov večine rastlin zmernih območij. V nekaterih primerih je listje v sušnih obdobjih odvrženo, proces fotosinteze pa prevzame steblo.
Trnje služi tudi kot zaščita pred živalskimi napadalci, ki bi utegnili sicer priti do dragocene vode. Za ohranjanje slednje je poskrbljeno tudi tako, da so čez dan listne reže zaprte, kar posledično pomeni, da vsrkavanje ogljikovega dioksida poteka le ponoči.
Rastline so prilagojene tudi na slano prst. Odvečno sol izločajo skozi liste.
Puščavske rastline so po izgledu precej drugačne od preostalih vrst rastlinskega kraljestva.

## Živalski svet
Živali, prilagojene za življenje v puščavah, se imenujejo xerokole. Ni dokazov, da bi se telesna temperatura sesalcev in ptic prilagajala različnim podnebjem, bodisi veliki vročini bodisi mrazu. Pravzaprav, z zelo redkimi izjemami, je njihova bazalna presnova odvisna od telesne velikosti, ne glede na podnebje, v katerem živijo. Številne puščavske živali (in rastline) kažejo posebno jasne evolucijske prilagoditve za ohranjanje vode ali toplotno toleranco, zato jih pogosto preučujejo v primerjalni fiziologiji, ekofiziologiji in evolucijski fiziologiji. Eden od dobro preučenih primerov so specializacije ledvic sesalcev, ki jih kažejo vrste, ki naseljujejo puščave. Številni primeri konvergentne evolucije so bili ugotovljeni pri puščavskih organizmih, vključno med kaktusi in mlečki (Euphorbia), kengurujskimi podganami ( Dipodomys) in puščavskimi glodavci, krastačarji (Phrynosoma) in molohi (Moloch horridus).
Puščave predstavljajo zelo zahtevno okolje za živali. Ne samo, da potrebujejo hrano in vodo, ampak morajo tudi vzdrževati svojo telesno temperaturo na sprejemljivi ravni. V mnogih pogledih so ptice to sposobnejše od višjih živali. Lahko se preselijo na območja z večjo razpoložljivostjo hrane, saj puščava zacveti po lokalnih padavinah in lahko odletijo v oddaljene vodne luknje. V vročih puščavah se lahko leteče ptice umaknejo s pregretega puščavskega dna tako, da uporabljajo termiko, da se dvignejo v hladnejšem zraku na velikih višinah. Da bi prihranile energijo, druge puščavske ptice raje tečejo kot letijo. Kremno obarvani močvirnik (Cursorius cursor) na svojih dolgih nogah graciozno teče po tleh in se občasno ustavi, da bi ugrabil žuželke. Tako kot druge puščavske ptice je dobro zamaskiran s svojo barvo in se lahko zlije v pokrajino, ko miruje. Stepske kokoške so strokovnjaki za to in gnezdijo na odprtem puščavskem dnu več deset kilometrov stran od vodne luknje, ki jo morajo obiskati vsak dan. Nekatere majhne dnevne ptice najdemo v zelo omejenih krajih, kjer se njihovo perje ujema z barvo spodnje površine. Puščavski škrjanec (Ammomanes deserti) se pogosto kopa s prahom, kar zagotavlja, da se ujema z okoljem.
Voda in ogljikov dioksid sta presnovna končna produkta oksidacije maščob, beljakovin in ogljikovih hidratov. Z oksidacijo grama ogljikovih hidratov nastane 0,60 grama vode; gram beljakovin proizvede 0,41 grama vode; in gram maščobe proizvede 1,07 grama vode, kar omogoča, da xerokoli živijo z malo ali brez dostopa do pitne vode. Kengurujska podgana na primer uporablja to presnovo in varčuje vodo tako z nizko bazalno presnovo kot tudi s tem, da ostane pod zemljo med vročino dneva, s čimer zmanjša izgubo vode skozi kožo in dihalni sistem v mirovanju. Rastlinojedi sesalci pridobivajo vlago iz rastlin, ki jih jedo. Vrste, kot so antilopa addax (Addax nasomaculatus), dik-dik, Grantova gazela (Nanger granti) in oriks, so pri tem tako učinkovite, da jim očitno nikoli ni treba piti.  Velblod je odličen primer sesalca, prilagojenega življenju v puščavi. Zmanjša izgubo vode s proizvodnjo koncentriranega urina in suhega gnoja ter lahko izgubi 40 % svoje telesne teže z izgubo vode, ne da bi umrla zaradi dehidracije. Mesojedci lahko pridobijo večino svojih potreb po vodi iz telesnih tekočin svojega plena. Mnoge druge vroče puščavske živali so nočne, podnevi iščejo senco ali živijo pod zemljo v rovih. Na globinah več kot 50 cm te ostanejo pri 30 do 32 °C ne glede na zunanjo temperaturo. Puščavski glodavci, puščavske podgane, skakači in drugi majhni glodavci ponoči izstopijo iz svojih rovov, prav tako pa tudi lisice, kojoti, šakali in kače, ki nanje prežijo. Skakači se ohladijo tako, da povečajo hitrost dihanja, se zadihajo, potijo in navlažijo kožo prednjih nog s slino. Sesalci, ki živijo v hladnih puščavah, so razvili večjo izolacijo zaradi toplejšega telesnega krzna in izolacijskih plasti maščobe pod kožo. Mala podlasica ima hitrost presnove, ki je dva ali trikrat višja, kot bi pričakovali za žival njene velikosti. Ptice so se izognile problemu izgube toplote skozi noge tako, da jih niso poskušale vzdrževati pri enaki temperaturi kot ostala telesa, kar je oblika prilagodljive izolacije. Cesarski pingvin ima gosto perje, puhasto spodnjo plast, zračno izolacijsko plast ob koži in različne termoregulacijske strategije za vzdrževanje telesne temperature v enem najtežjih okolij na Zemlji.
Kot ektotermni (iz grščine ἐκτός (ektós) "zunaj" in θερμός (thermós) "toplota")  plazilci ne morejo živeti v hladnih puščavah, so pa zelo primerni za vroče. V vročini dneva v Sahari se lahko temperatura dvigne do 50 °C. Plazilci ne morejo preživeti pri tej temperaturi in kuščarji bodo ohromljeni zaradi vročine pri 45 °C. Malo se prilagajajo življenju v puščavi in se ne morejo ohladiti s potenjem, zato se skrijejo med vročino dneva. V prvem delu noči, ko tla sevajo podnevi absorbirano toploto, se dvignejo in iščejo plen. Kuščarji in kače so najštevilčnejši v sušnih regijah in nekatere kače so razvile novo metodo gibanja, ki jim omogoča, da se premikajo vstran in plujejo po visokih peščenih sipinah. Sem spadajo afriški rogoviti gadi in  Crotalus cerastes v Severni Ameriki, ki sta evolucijsko ločena, vendar s podobnimi vedenjskimi vzorci zaradi konvergentne evolucije. Mnogi puščavski plazilci so plenilci iz zasede in se pogosto zakopljejo v pesek in čakajo, da plen pride v doseg.
Dvoživke se morda zdijo malo verjetne prebivalke puščav zaradi njihove potrebe po ohranjanju vlažnosti kože in odvisnosti od vode za reproduktivne namene. Pravzaprav je nekaj vrst, ki jih najdemo v tem habitatu, naredilo nekaj izjemnih prilagoditev. Večina jih je fosorijskih, vroče suhe mesece preživijo v globokih rovih. Tam večkrat odvržejo kožo in obdržijo ostanke okoli sebe kot nepremočljiv zapredek, da zadržijo vlago. V Sonorski puščavi preživi Couchova lopatasta krastača (Scaphiopus couchii) večino leta v mirovanju v svojem rovu. Močan dež je sprožilec za prebuditev in prvi samec, ki najde ustrezen bazen, kliče, da bi pritegnil druge. Jajca se odložijo in paglavci hitro rastejo, saj morajo doseči metamorfozo, preden voda izhlapi. Ko se puščava suši, se odrasle krastače ponovno pokopljejo. Mladiči nekaj časa ostanejo na površini, se prehranjujejo in rastejo, a si kmalu izkopljejo jame. Le redki pridejo do odraslosti. Žaba (Ranoidea platycephala), ki drži vodo v Avstraliji, ima podoben življenjski cikel in lahko preživi tudi pet let, če ne pade dež. Puščavska deževna žaba (Breviceps macrops) v Namibiji je nočna in preživi zaradi vlažne morske megle, ki se vali iz Atlantika.
Nevretenčarji, zlasti členonožci, so se uspešno naselili v puščavi. Muhe, hrošči, mravlje, termiti, kobilice, stonoge, škorpijoni in pajki imajo trdo kožico, ki je neprepustna za vodo in mnogi od njih odložijo jajčeca pod zemljo, njihovi mladiči pa se razvijajo stran od temperaturnih ekstremov na površini. Saharska srebrna mravlja (Cataglyphis bombycina) uporablja protein toplotnega šoka na nov način in se hrani na prostem med kratkimi napadi v vročini dneva. Dolgonogi temni hrošč (stenocara dentata) v Namibiji stoji na sprednjih nogah in dvigne pokrov, da ujame jutranjo meglico kot kondenz, ki vodi vodo v svoja usta. Nekateri členonožci uporabljajo efemerne tolmune, ki nastanejo po dežju in dokončajo svoj življenjski cikel v nekaj dneh. To naredi ščitasta kozica (Triops australiensis), ki se "čudežno" pojavi v novonastalih lužah, ko se izležejo mirujoča jajčeca. Druge, kot so slanice (Artemia), Anostraca in Notostraca, so kriptobiotične in lahko izgubijo do 92 % svoje telesne teže, rehidrirajo takoj, ko dežuje in se njihovi začasni bazeni znova pojavijo.